# Hồng Đức quốc âm thi tập
Hồng Đức quốc âm thi tập (chữ Nôm: 洪德國音詩集) là một tuyển tập thơ chữ Nôm thường được cho là sáng tác bởi vua Lê Thánh Tông (1442-1497) cùng với các thành viên của nhóm Tao đàn nhị thập bát tú. Nó được xem là cột mốc thứ hai sau Quốc âm thi tập của Nguyễn Trãi ở chặng đầu của dòng thơ tiếng Việt sử dụng chữ Nôm trong thời trung đại.